# 2012 en Lorraine
Chronologie de la Lorraine
- 2008
- 2009
- 2010
- 2011
- 2012
- 2013
- 2014
- 2015
- 2016

Cette page est une liste d'événements qui se sont produits durant l'année 2012 en Lorraine.

## Éléments de contexte
- 24 160 emplois salariés à vocation touristique sont recensés en Lorraine, principalement dans l'hôtellerie et la restauration. S'y ajoutent 6 840 emplois touristiques non salariés. Ce secteur représente 4 % de l'emploi salarié régional total[1]. Un quart des emplois touristiques de la région sont concentrés autour de Metz-Amnéville, 19 % à Nancy et sa couronne.
- 14 000 entreprises sont créées en Lorraine dont 62% d'auto-entreprises[2].
- Smart renforce ses positions à Hambach (Moselle) par un investissement de 200 millions d'€uros[3].
- 3 départements lorrains sur 4 ont mis Nicolas Sarkozy en tête lors de l'élection présidentielle  du mois de mai[4].

## Événements

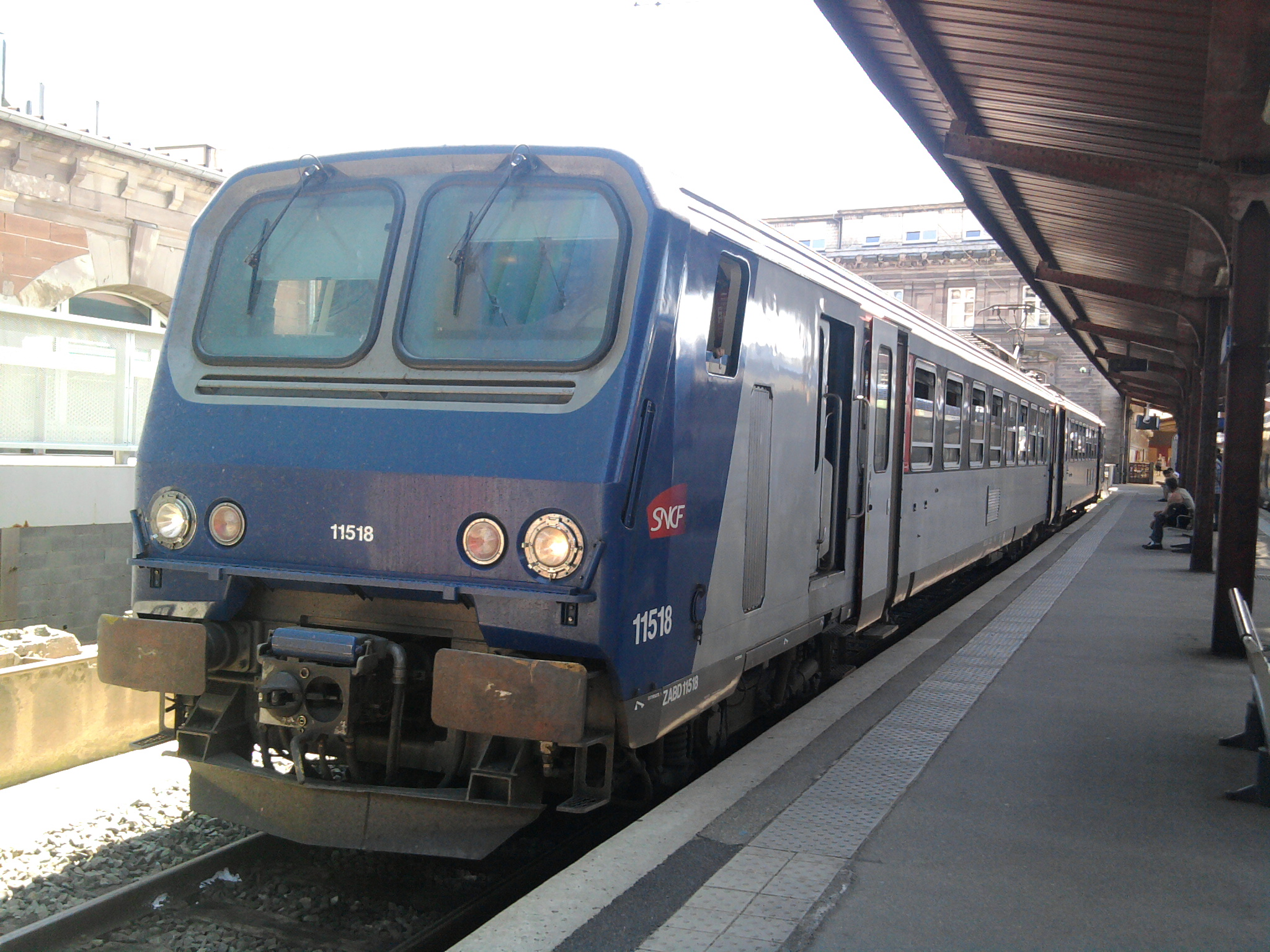
Z11500 TER Alsace n°11518 Strasbourg-ville

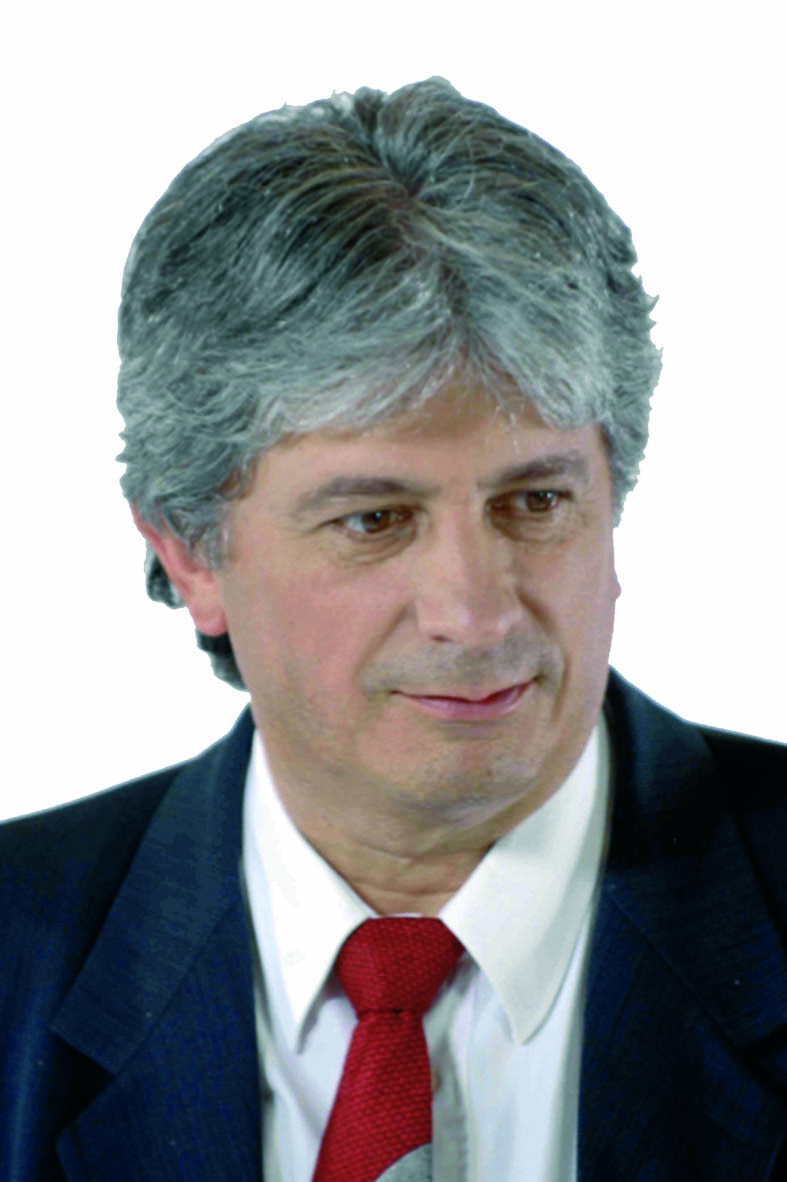
Hervé Féron

- Germain Chardin, rameur né dans la Meuse, décroche l'argent olympique. Jonathan Lobert, né à Metz, obtient une médaille de bronze en voile[5].
- Les vingt-deux exemplaires de Z 11500 en service au troisième trimestre 2012 sont tous gérés par une seule Supervision technique de flotte (STF) : la « STF Lorraine »[6].
- La bière Duchesse de Lorraine brassée par Les Brasseurs de Lorraine obtient une médaille d'argent (catégorie bière ambrée de haute fermentation) au concours général agricole à Paris[7].
- Tournage à Metz, Pange, Jarny, Gorze, Gravelotte et Azannes-et-Soumazannes du film Le Tombeau de la garde de Patrick Basso[8]
- Tournage à Amnéville du film La Clinique de l'amour de Artus de Penguern[9]
- Tournage à Bitche du film Malgré-elles de Denis Malleval[10]

### Janvier
- 1 janvier : création de l'actuelle université de Lorraine issue de la fusion de l'universités Paul Verlaine de Metz, des Nancy-I et II et de l’Institut national polytechnique de Lorraine [11], mettant de facto fin à chacun de ces quatre établissements.

### Mai

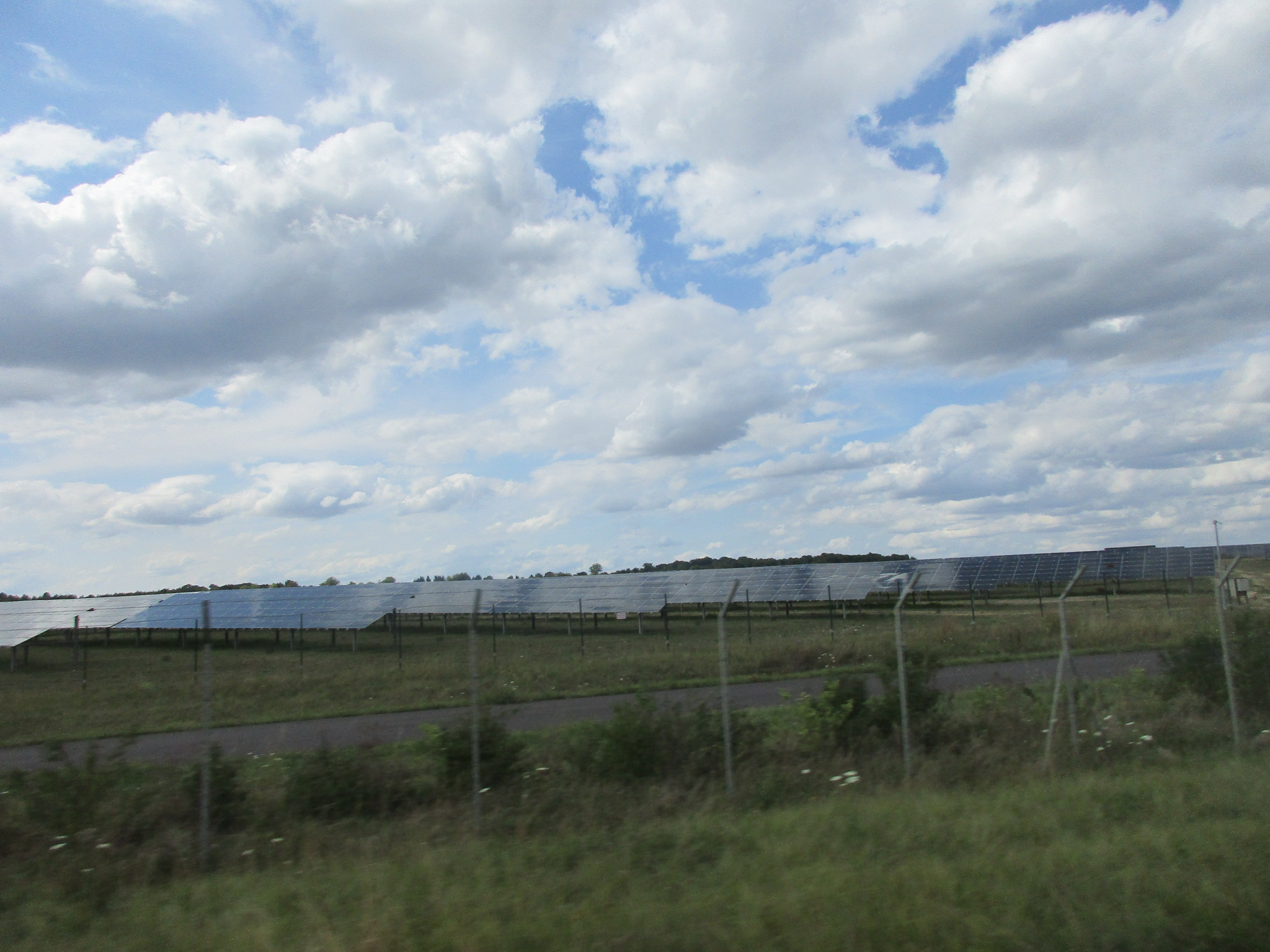
Centrale solaire de Toul-Rosières

- Mise en service de la centrale photovoltaïque de Toul-Rosières ou Parc solaire de la BA 136, centrale solaire photovoltaïque française d'une puissance de 115 à 135 MWc, mise en service en 2012 par EDF Énergies Nouvelles, à Rosières-en-Haye près de Toul / Nancy en Meurthe-et-Moselle dans le Grand Est. Avec ses 1,4 million de panneaux photovoltaïques sur 367 hectares[12], elle est à sa mise en service, la plus grande centrale solaire photovoltaïque d'Europe(centrales photovoltaïques en France, centrales photovoltaïques dans le monde).
- 22 mai : importantes inondations dans l'agglomération de Nancy[13] à la suite de précipitations record : Il tombe 82 millimètres en deux heures.
- 25 mai : Claude Biwer, poursuivi pour « prise illégale d'intérêts », est initialement condamné en mars 2010 à six mois de prison avec sursis et 10 000 euros d'amende par le tribunal de Verdun. Il fait appel auprès de la Cour d'appel de Nancy, qui confirme le jugement et le condamne à deux mois de prison avec sursis, 10 000 euros d'amende et cinq ans d’inéligibilité. Le jugement est confirmé par la cour de cassation en mai 2012. Il est démissionné d'office de son poste de maire de Marville par le préfet, le 25 mai 2012[14].

### Juin
- Fermeture de la Base aérienne 128 Metz-Frescaty[15].
- 2 juin : dixième marche des fiertés LGBT (Gay Pride) à Metz [16]
- 10 et 17 Juin : sont élus députés à la suite des (législatives de 2012):
  - de Meurthe de Moselle : Chaynesse Khirouni, élue dans la 1re circonscription, Hervé Féron, réélu dans la 2e circonscription, groupe socialiste, radical, citoyen et divers gauche, membre de la commission des Affaires culturelles et de l'Éducation, Christian Eckert élu dans la 3e circonscription, Jacques Lamblin élu dans la 4e circonscription, Dominique Potier , membre du Parti socialiste, élu député dans la 5e circonscription et Jean-Yves Le Déaut élu dans la 6e circonscription
  - de Meuse : Bertrand Pancher élu dans la 1re circonscription, Jean-Louis Dumont : réélu dans la 2e circonscription,
  - de Moselle : Aurélie Filippetti, élue dans la première circonscription de la Moselle, Gérard Terrier redevient député de la 1re circonscription de la Moselle, mais cette fois comme suppléant d'Aurélie Filippetti, titulaire du siège, nommée ministre de la Culture et de la Communication dans le second gouvernement de Jean-Marc Ayrault, elle ne peut conserver son mandat. La circonscription est en effet redécoupée, ce qui a obligé Aurélie Filippetti à abandonner la 8e circonscription pour la 1re redécoupée elle aussi, Denis Jacquat, réélu dans la deuxième circonscription de la Moselle, Marie-Jo Zimmermann, élue dans la troisième circonscription de la Moselle, Alain Marty : réélu dans la quatrième circonscription de la Moselle, il fait partie du groupe UMP, Céleste Lett : député de la 5e circonscription de la Moselle, Laurent Kalinowski, élu dans la 6e circonscription de la Moselle. Il élimine dès le 1er tour le député UMP sortant Pierre Lang, puis bat son adversaire FN Florian Philippot au second[17], Paola Zanetti : élue socialiste de la 7e circonscription, Michel Liebgott, élu dans la huitième circonscription de la Moselle, Anne Grommerch, conserve son siège de députée dans la 9e circonscription de la Moselle après avoir obtenu 53,07 % des voix au second tour des élections législatives de juin 2012[18]. Le 26 juin 2012, elle est élue vice-présidente du groupe UMP à l'Assemblée nationale.
  - des Vosges :  Michel Heinrich, élu dans la première circonscription des Vosges, Gérard Cherpion, élu dans la deuxième circonscription des Vosges, François Vannson, élu dans la troisième circonscription des Vosges et Christian Franqueville, élu dans la quatrième circonscription des Vosges.
- 23 au 24 juin : 57ème Rallye de Lorraine remporté par Brett Barbé et Philippe Devienne sur une Peugeot 206 WRC[19].

### Juillet
- 6 juillet : 6e étape du Tour de France 2012. Elle part d'Épernay et arrive à Metz.
- 7 juillet : 7e étape du Tour de France 2012. Elle part de Tomblaine et arrive à La Planche des Belles Filles, sommet d'une ascension inédite dans le Tour de France.

### Août
- Août 2012 : 
  - création de Radio Campus Lorraine aussi connu sous le sigle « RCL » est une radio associative locale (catégorie A)[20], diffusée depuis le 18 septembre 2015 en Lorraine sur les fréquences temporaires 99,6 MHz à Nancy[21] et 106,1 MHz à Metz[22] consacrée à l'actualité de la vie étudiante en Lorraine. Radio Campus Lorraine est membre du réseau Radio Campus France[23].
  - La Reine de la mirabelle est élue : Anaïs Jacob[24]

### Septembre
- 21 septembre : l'Église Saint-François-d'Assise de Vandœuvre-lès-Nancy reçoit la protection des monuments historiques par arrêté du 21 septembre 2012[25]. C'est la fin d'un feuilleton sur sa transformation en centre commercial ou en fast-food.
- 24 septembre au 31 octobre : procès de l'affaire des surirradiés de l'hôpital Jean-Monnet d'Épinal[26]. Le médecin Jean-Marie Simon affirme mardi 2 octobre devant le tribunal correctionnel de Paris que 12 personnes étaient décédées des suites des accidents[27]. Le verdict rendu le 30 janvier 2013 par la 31e chambre correctionnelle de Paris condamne les deux praticiens à 4 ans de prison, dont 30 mois avec sursis, soit 18 mois ferme, 20 000 euros d'amende et interdiction d'exercer pour homicides et blessures involontaires et non assistance à personne en danger mais les relaxe du chef de soustraction de preuves, alors que le physicien est condamné à la même peine mais pour homicide involontaire ainsi que soustraction de preuves, mais relaxé de non assistance à personne en danger. Les autres prévenus (directrice de la Ddass, directeur de l'ARS, directeur de l'hôpital d'Épinal) ainsi que le Centre Hospitalier, personne morale, sont relaxés du chef de prévention de non assistance à personne en danger[28].

### Octobre
- 11, 12, 13 et 14 octobre : Festival international de géographie, à Saint-Dié-des-Vosges, sur le thème : Les facettes du paysage : nature, culture, économie.

### Décembre
- 19 décembre : sortie de Main dans la main, comédie dramatique française réalisée par Valérie Donzelli. Le film a été en partie tourné dans la Meuse.
- 29 décembre : l'archiduc Christoph de Habsbourg-Lorraine épouse Mademoiselle Adelaïde Drapé-Frisch[29] en la basilique Saint-Epvre de Nancy, le lendemain de leur mariage civil et d'une cérémonie d'hommage à ces ancêtres ducs de Lorraine, en la chapelle des Cordeliers[30].

## Inscriptions ou classements aux titre des monuments historiques
- Château de Gerbéviller[31]
- Papeterie de la Rochette[32]
- Église Saint-François-d'Assise de Vandœuvre[33]
- Château de Montbras[34]
- Saline de Dieuze[35]
- Manufacture vosgienne de grandes orgues[36]
- Abbaye Saint-Pierre de Senones[37]

## Décès

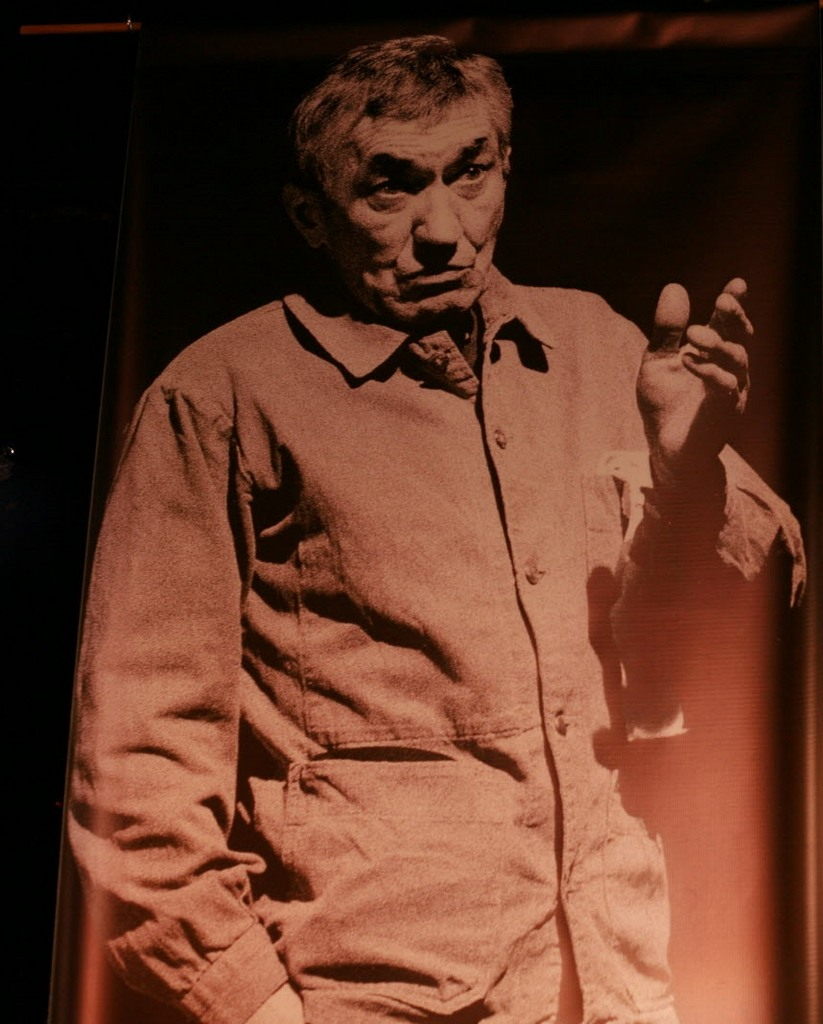
Stephan koziak

- 5 janvier à Vandœuvre-lès-Nancy : Jean Legras[38], né le 12 juillet 1914 à Soissons[39] , fondateur historique de la thématique informatique à l'Université de Nancy.
- 15 janvier à Metz : André Forfert, né le 16 septembre 1938 à Metz ,sculpteur français. Actif dans la seconde moitié du XXe siècle, il travailla essentiellement en Lorraine.
- 2 février à Golbey : Bernadette Hummel (née Burger le 27 juillet 1938 à Denting (Moselle), athlète française, spécialiste du lancer du poids.
- 7 avril à Metz : René Guthmuller[40], footballeur français né le 21 août 1926 à Metz. Les supporters du FC Metz le surnommaient Schnouki[40]. Il était international B.
- 7 mai à Metz des suites d'une opération chirurgicale : Jules Bocandé ou Jules-François Bertrand Bocandé[41], né le 25 novembre 1958 à Ziguinchor (Sénégal) , footballeur international sénégalais devenu entraîneur de la sélection sénégalaise.
- 10 mai à Amance[42] (Meurthe-et-Moselle) : Alain Larcan[43], né le 25 février 1931 à Nancy[44] , médecin et homme politique français.
- 12 août à Nancy : François Moulin[45],[46], journaliste et écrivain français né à Paris le 8 août 1959 et mort le 12 août 2012 .
- 7 octobre à Saint-Dié : Michel Kuehn[47], né le 7 octobre 1923 à Saint-Dié, évêque catholique français, évêque de Chartres de 1978 à 1991.
- 25 octobre à Fameck : Stéphan Koziak, né le 24 novembre 1946 à Vitry-sur-Orne, acteur français.